# Monotone Zahlenfolge
Eine monotone Zahlenfolge ist eine spezielle Folge, bei der Anforderungen an das Wachstumsverhalten der Folge gestellt werden. Werden die Folgeglieder immer größer oder zumindest nicht kleiner, so heißt die Folge eine monoton wachsende Folge oder monoton steigende Folge; werden sie immer kleiner oder zumindest nicht größer, so heißt sie eine monoton fallende Folge. Eine Verschärfung der Anforderungen liefert den Begriff der streng monoton wachsenden Folge und streng monoton fallende Folge, bei der die Folgenglieder (echt) größer bzw. kleiner werden. Die Monotonie einer Folge ist ein wichtiges Mittel, um die Konvergenz von Folgen zu zeigen und lässt sich als Spezialfall einer monotonen Abbildung auffassen.

## Definition
Eine Folge {\displaystyle (a_{n})_{n\in \mathbb {N} }=(a_{1},a_{2},a_{3},\dots )} reeller Zahlen heißt
- monoton wachsend oder monoton steigend, wenn {\displaystyle a_{n+1}\geq a_{n}} für alle {\displaystyle n\in \mathbb {N} } gilt;
- streng monoton wachsend oder streng monoton steigend, wenn {\displaystyle a_{n+1}>a_{n}} für alle {\displaystyle n\in \mathbb {N} } gilt;
- monoton fallend, wenn {\displaystyle a_{n+1}\leq a_{n}} für alle {\displaystyle n\in \mathbb {N} } gilt;
- streng monoton fallend, wenn {\displaystyle a_{n+1}<a_{n}} für alle {\displaystyle n\in \mathbb {N} } gilt;
- monoton, wenn sie monoton wachsend oder monoton fallend ist;
- streng monoton, wenn sie entweder streng monoton wachsend oder streng monoton fallend ist.

## Beispiele
- Die alternierende Folge {\displaystyle (a_{n})_{n\in \mathbb {N} }=(-1,1,-1,1,-1,1,\dotsc )} ist weder monoton wachsend noch fallend, also auch nicht monoton.
- Die Folge {\displaystyle (a_{n})_{n\in \mathbb {N} }=\left({\tfrac {1}{1}},{\tfrac {1}{2}},{\tfrac {1}{3}},{\tfrac {1}{4}}\dotsc \right)} ist streng monoton fallend, denn die Differenz {\displaystyle a_{n}-a_{n+1}={\tfrac {1}{n(n+1)}}} zweier aufeinander folgender Folgenwerte ist immer echt positiv, demnach gilt allgemein {\displaystyle a_{n}>a_{n+1}}. Damit ist diese Folge insbesondere auch monoton fallend und damit auch monoton.
- Die Folge {\displaystyle (a_{n})_{n\in \mathbb {N} }=\left(1,2,3,4\ldots \right)} ist streng monoton wachsend und damit auch monoton.
- Die Folge {\displaystyle (a_{n})_{n\in \mathbb {N} }=(1,1,2,3,4,\dots )} ist monoton wachsend, aber nicht streng monoton wachsend, da bereits ein Wert doppelt vorkommt.

## Eigenschaften
- Eine Folge ist genau dann eine konstante Folge, wenn sie zugleich monoton wachsend und monoton fallend ist.
- Jede monotone Folge konvergiert oder divergiert bestimmt.[2]
- Jede beschränkte monotone Folge konvergiert. Genauer konvergiert nach dem Monotoniekriterium eine beschränkte, monoton fallende Folge gegen das Infimum ihrer Folgeglieder; entsprechend konvergiert eine beschränkte, monoton wachsende Folge gegen das Supremum ihrer Folgeglieder.[3] Ebenso liefert dies die Existenz von Grenzwerten für unendliche Kettenbrüche.
- Jede Folge besitzt eine monotone Teilfolge.[4]
- Der Begriff der Monotonie von Zahlenfolgen ist ein Spezialfall des Begriffs der Monotonie von Abbildungen, da jede Zahlenfolge {\displaystyle (a_{n})_{n\in \mathbb {N} }} formal eine Abbildung {\displaystyle a\colon \mathbb {N} \to \mathbb {R} } ist.